# Apfelberg
Apfelberg is een plaats en voormalige gemeente in de Oostenrijkse deelstaat Stiermarken.

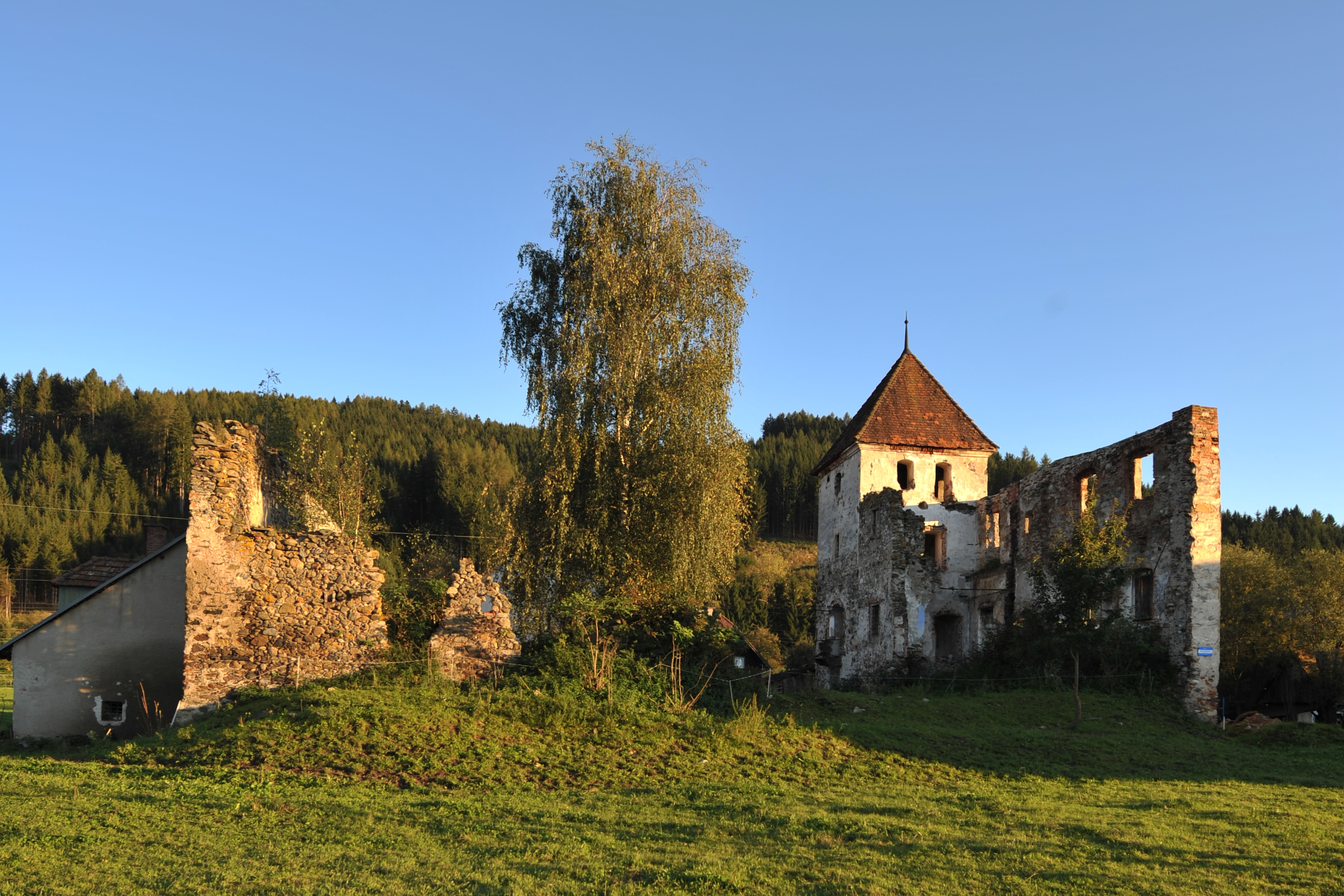
Overblijfselen van een kasteel

Apfelberg telt 1099 inwoners.

## Geschiedenis
Apfelberg maakte deel uit van het district Knittelfeld tot dit op 1 januari fuseerde met het district Judenburg tot het huidige district Murtal. Op diezelfde dag werd Apfelberg opgenomen in de gemeente Knittelfeld.
- Gemeinsame Normdatei: 404823-4
- Virtual International Authority File: 124106928